# Есиплево (Ивановская область)
Е́сиплево (Эсиплево) — село в Заволжском районе Ивановской области, входит в состав Волжского сельского поселения.

## География
Село расположено по берегам реки Локша, притока Волги, в 22 км на северо-запад от районного центра Заволжска.

## История
В XVII веке в рамках административно-территориального деления село относилось к Кинешемскому уезду. В плане церковно-административного деления сельский приход принадлежал к Плесской десятине. В 1620 году упоминалась церковь «Николы чуд. в селе Есиплеве». В 1629 году «по писцовым Кинешемским книгам писца Афонасия Векова написано: за Пауком Сназиным в вотчине село Есиплево на Колдомском рубеже на речке на Локше, … а в селе церковь Николы чудотворца».
В конце XIX — начале XX века село являлось центром Есиплевской волости Кинешемского уезда Костромской губернии, с 1918 года — в составе Иваново-Вознесенской губернии.
Последним владельцем Есиплева был помещик Пётр Викторович Калачов. С его именем связано становление в селе всех земских учреждений в конце XIX — начале XX века. П. В. Калачов был одним из самых образованных людей округи. Его усадьбу в Есиплеве окружал парк, у владельца была оранжерея с пальмами. Калачовы были русским дворянским родом, как считается, происходящим из Венгрии. В 1619 году дьяк Михайло Калачов за службу был пожалован вотчиной. Полученные за ратную службу владения Калачовых находились в нескольких губерниях.
В 1901 году в селе была учреждена библиотека-читальня. Для постройки её здания земством было выделено 750 рублей. Владелец усадьбы в Есиплеве П. В. Калачов ежегодно жертвовал на библиотеку 200 рублей. Позднее есиплевская библиотека-читальня упоминается как «Библиотека-читальня общества изучения местного края», чему также во многом способствовал П. В. Калачов. В 1914 году он стал одним из учредителей «Общества по изучению местного края». Первый фонд общественной сельской библиотеки составляли его книги.
По состоянию на 1911 год в селе находился агрономический участок. По данным на 1914 год в селе имелся земский агрономический пункт, куда крестьяне везли своё зерно для очистки и сортировки семян за сравнительно небольшую плату. Там имелись сельскохозяйственные машины: молотилка, веялка-сортировка «Крестьянка», сортировка «Триумф», сортировка «Змейка», где вика и полевой горошек отделялись от зерновых, куколеотборники для отделения семян сорняка куколь от зерна.
С 1929 года село являлось центром Есиплевского сельсовета Кинешемского района Ивановской области, с 1935 года — в составе Наволокского района, с 1958 года — в составе Заволжского района, с 2005 года — в составе Волжского сельского поселения.

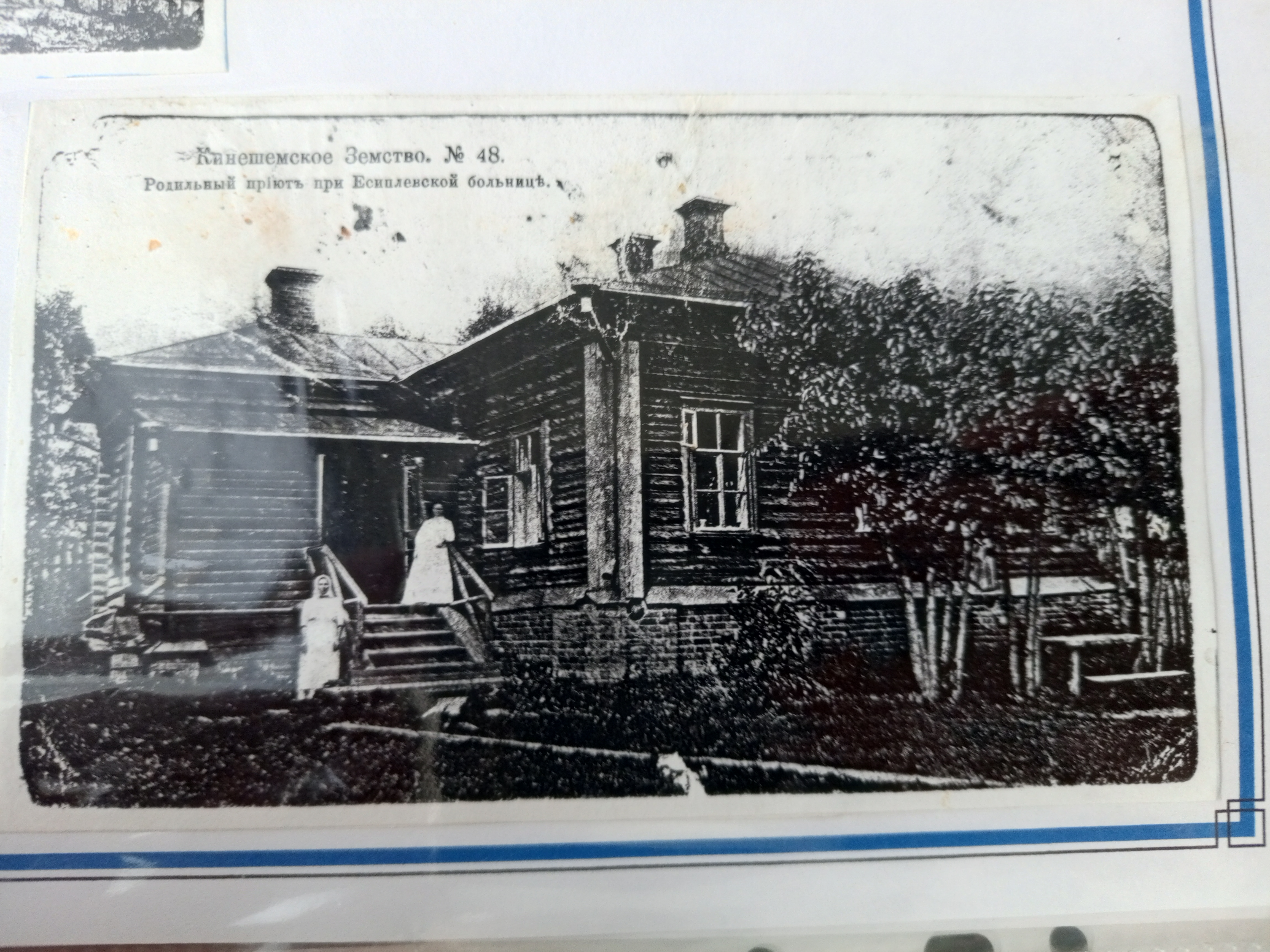
Родильный приют при Есиплевской больнице
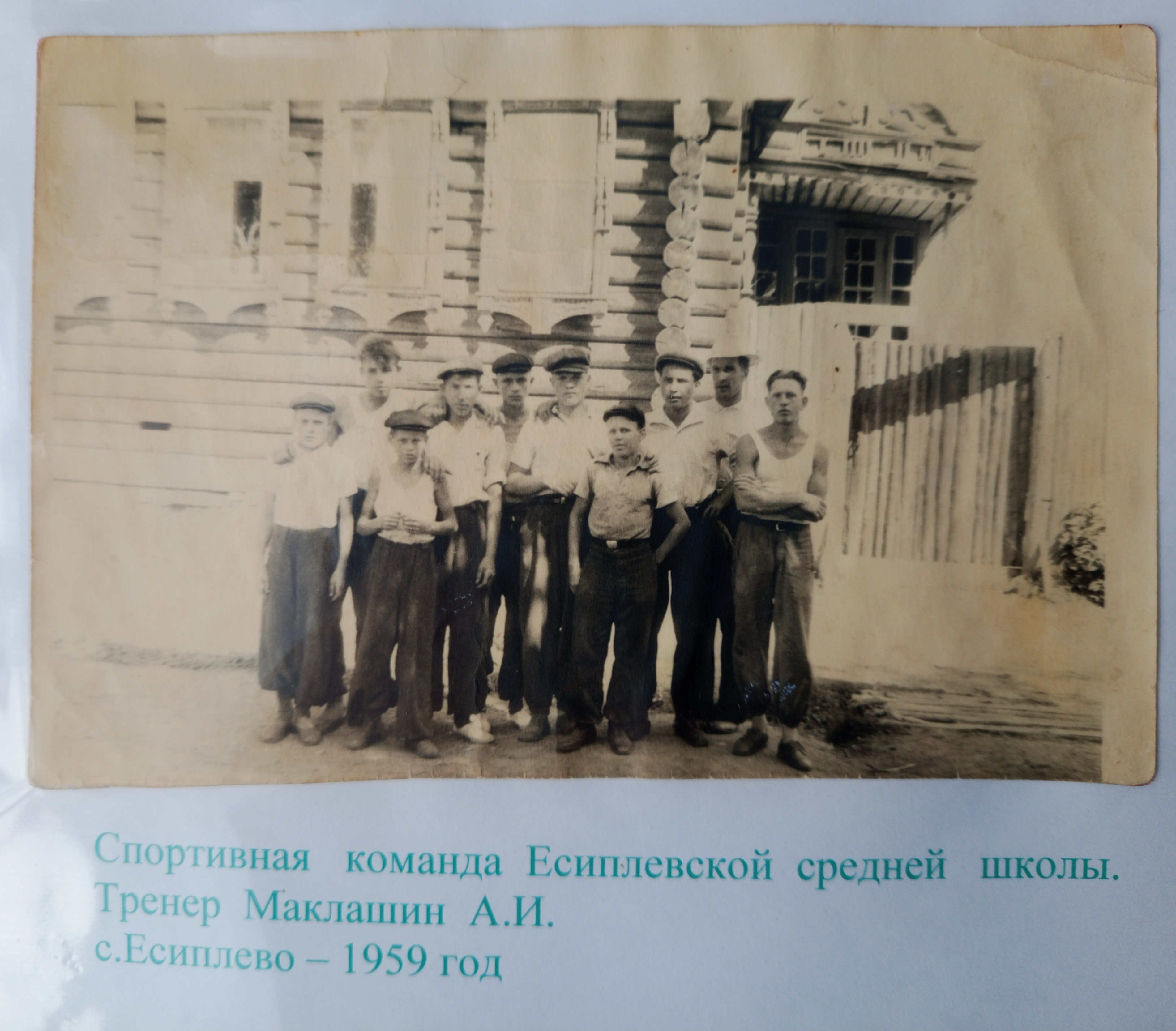
Спортивная команда Есиплевской средней школы, 1959
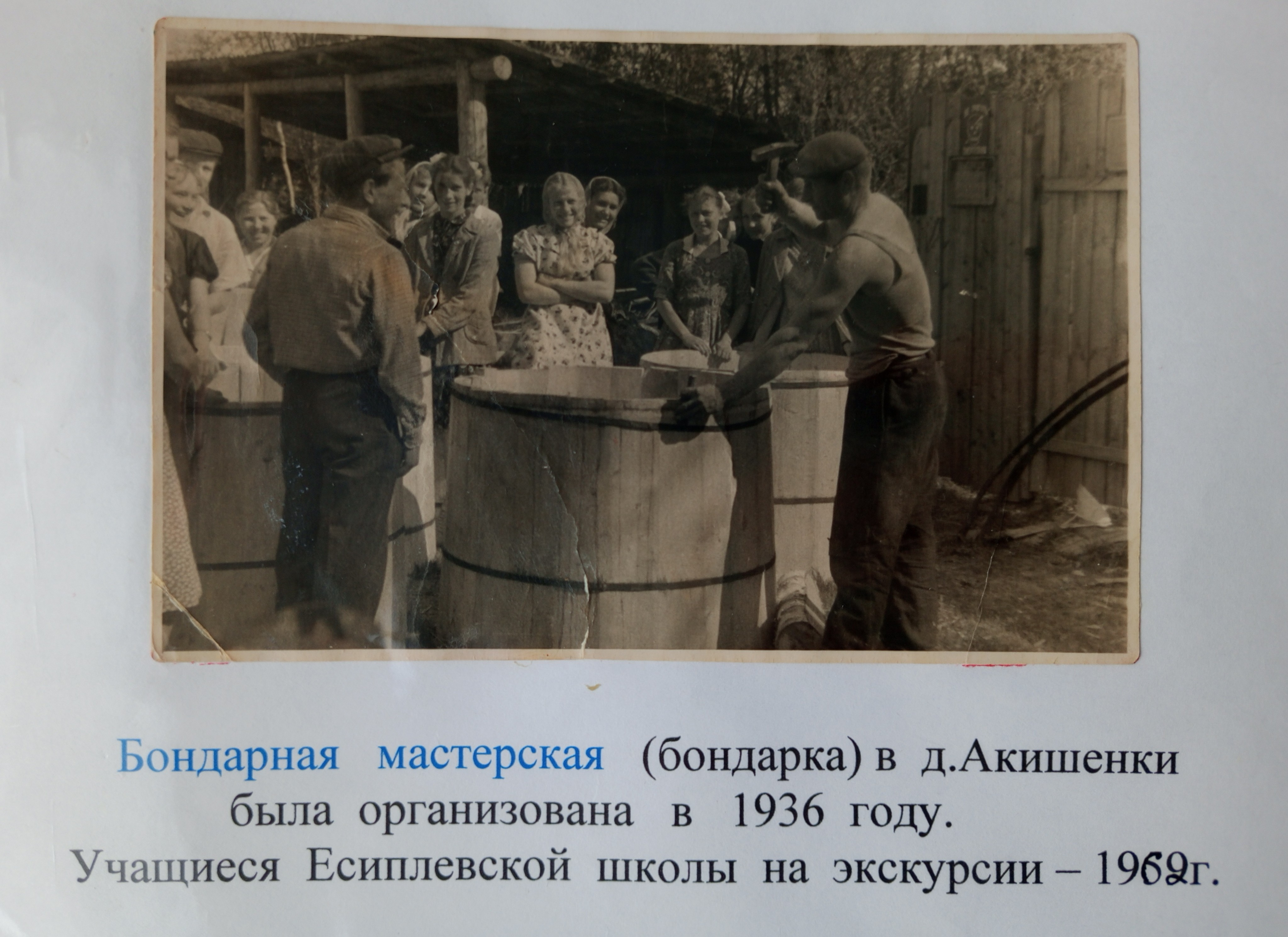
Бондарная мастерская, деревня (ныне урочище) Акишенки, 1962
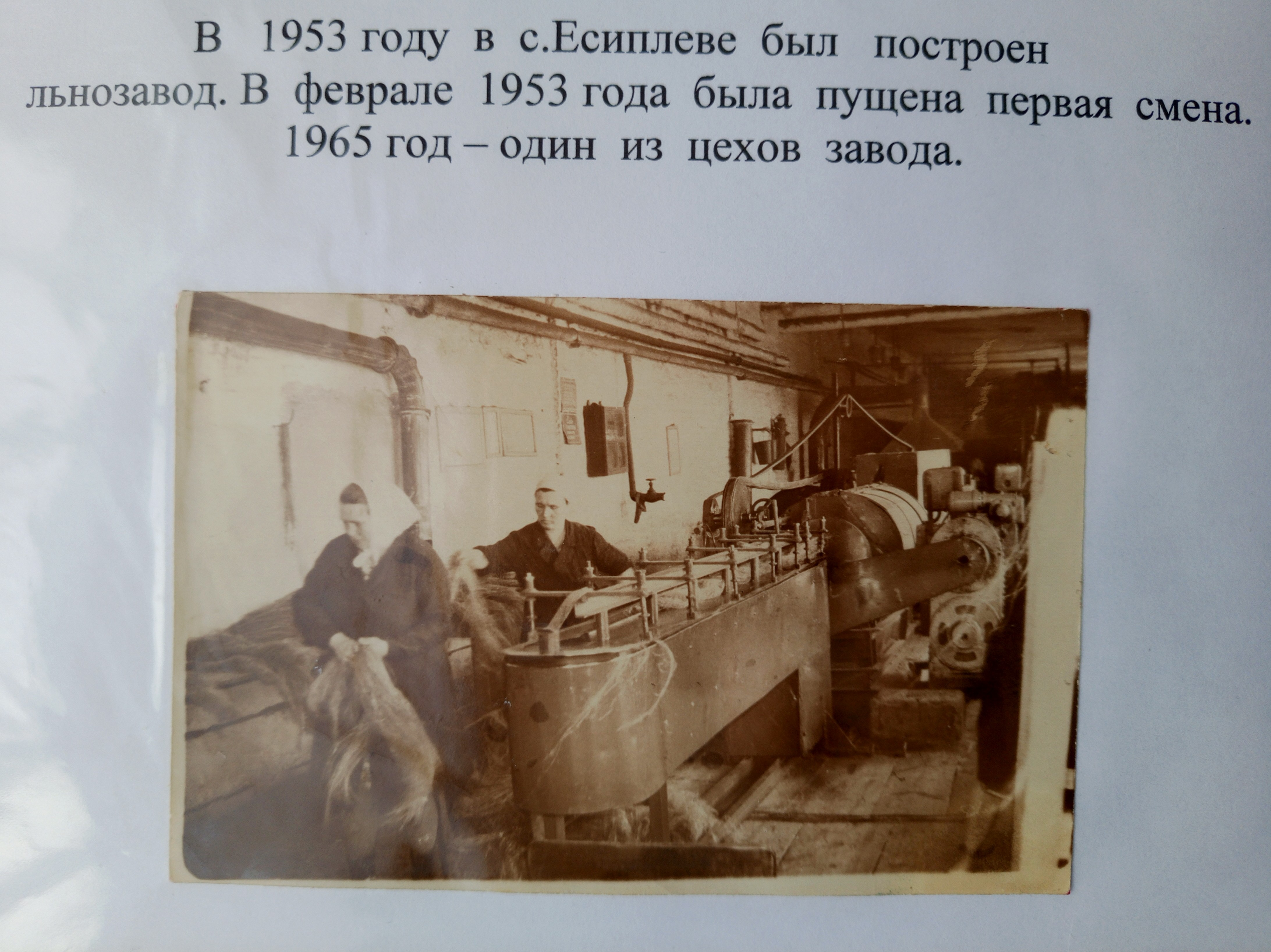
Один из цехов льнозавода, 1965
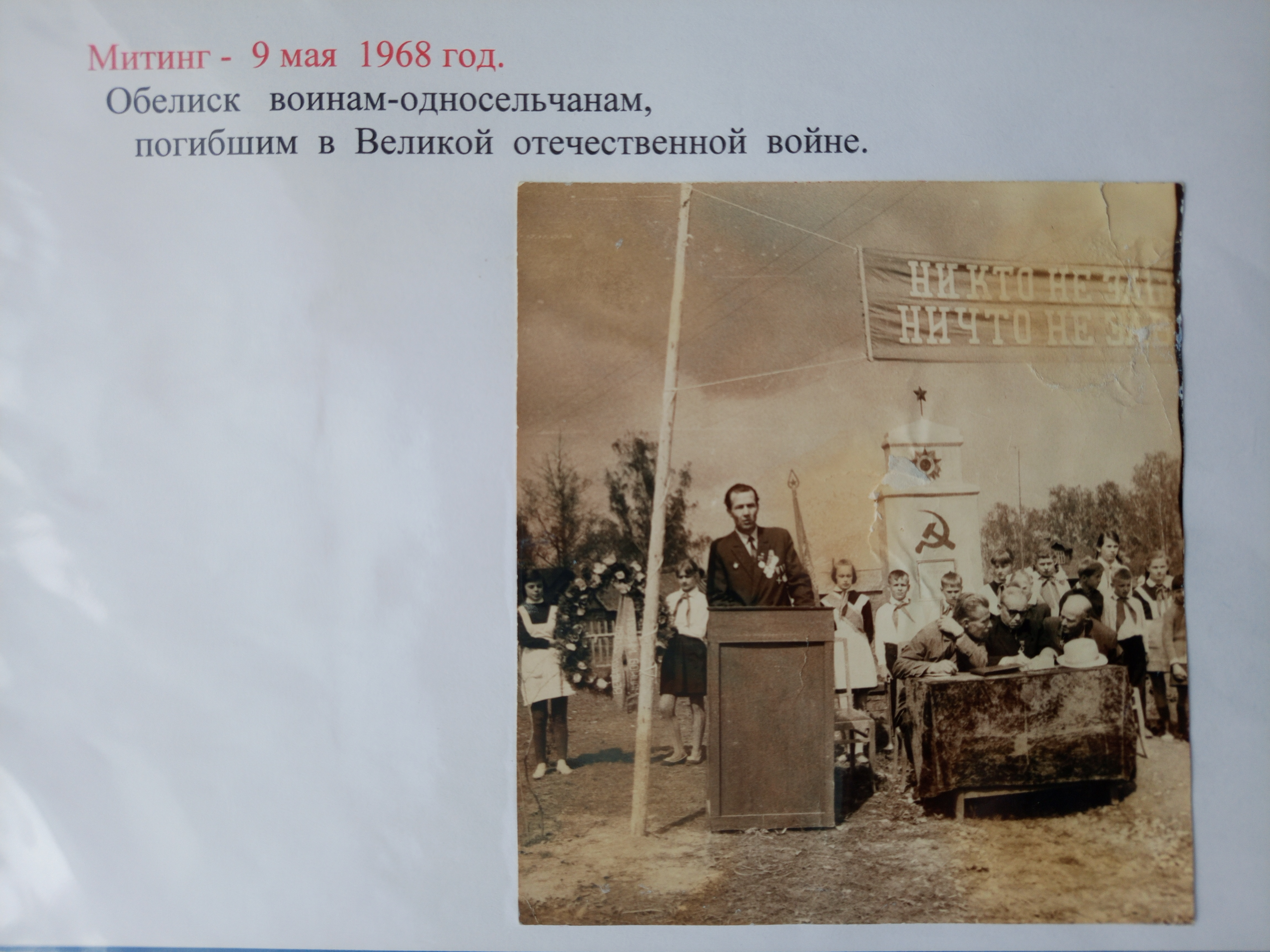
Митинг 9 мая 1968 года у обелиска воинам-односельчанам, погибшим в Великой Отечественной войне

## Население
| 1872 | 1897 | 2002 | 2010 |
| ---- | ---- | ---- | ---- |
| 52   | ↗153 | ↗798 | ↘697 |

## Храм

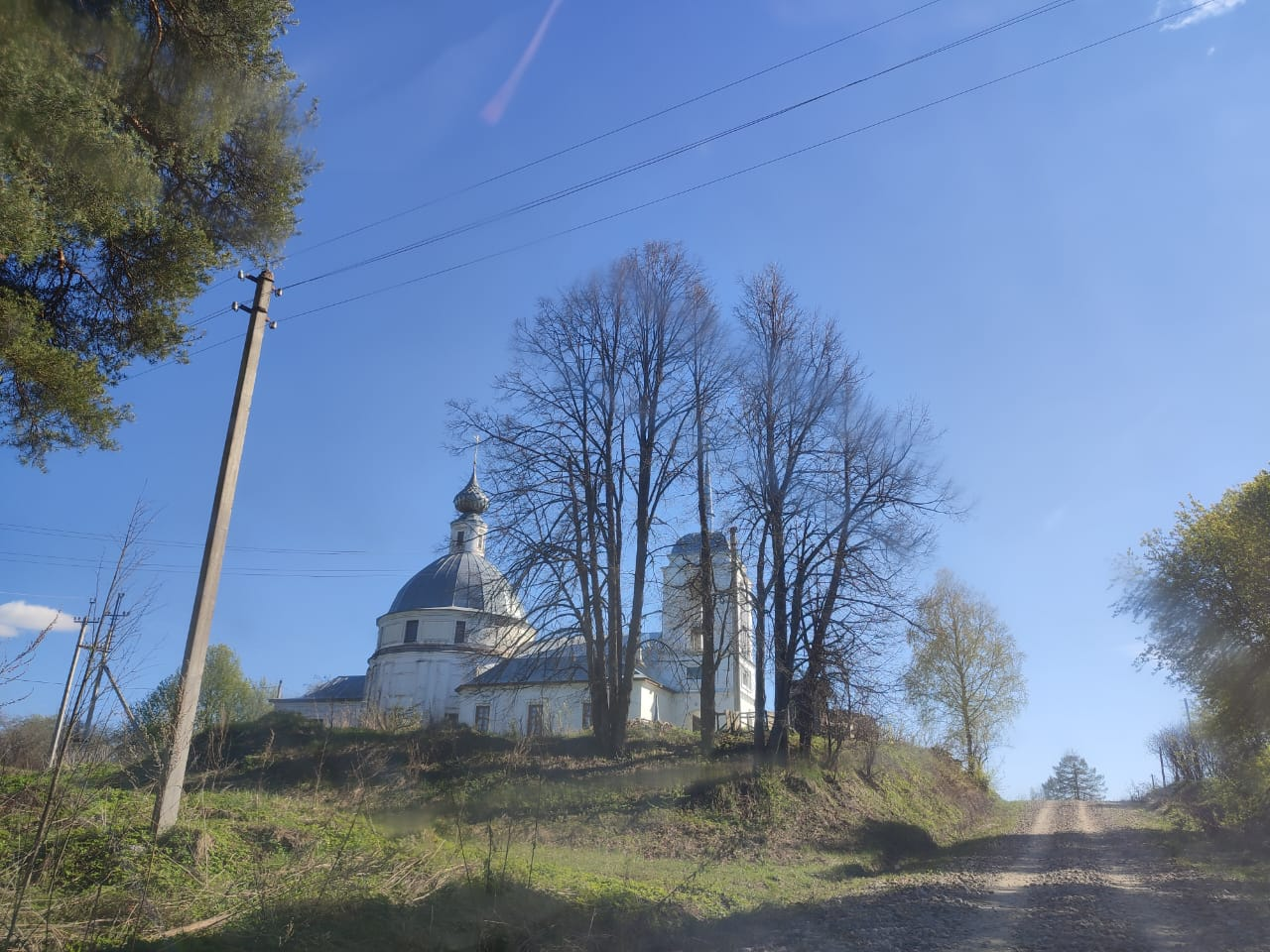
Храм Спаса Нерукотворного Образа

Каменная Спасская церковь в селе с такой же колокольней построена в 1806 году на средства прихожан. Возведена из кирпича и покрыта штукатуркой. Имела каменную ограду. При церкви располагалось кладбище. Престолов было три: во имя Всемилостивого Спаса, Феодоровской иконы Божией Матери и Иоанна Предтечи.
Храм расположен на северной окраине села, возле глубокого оврага. Имеются престолы Всемилостивому Спасу, Феодоровской иконе Божией Матери и Иоанну Предтече. По состоянию на 2000 год были утрачены колокольня, глава храма, своды апсиды, фасадный декор трапезной. С 1999 года велись восстановительные работы. В 2001 году состоялась первая служба на Рождество Христово в малой (домовой) церкви. 7 июля 2005 года прошла первая за 70 лет литургия.

## Объекты культурного наследия
- Есиплевский курганный могильник № 2, 0,2 — 0,25 км к юго-западу от села[15][16]. В Есиплево найдены полые (объёмные) зооморфные подвески, исполненные в технике литья по восковой модели[17].
- Спасская церковь (Церковь Христа Спасителя), ул. Нагорная, д. 32[15][16].
- Памятник-обелиск Ф. К. Парамонову и В. Н. Рыбину, погибшим в годы Гражданской войны, ул. Веселова, д. 11[15].
- Памятник-обелиск Сергею Платоновичу Веселову, погибшему в «борьбе с врагами» за советскую власть в 1919 году[18][16].

## Инфраструктура и культура
В селе имеются улицы с грунтовым покрытием, автобусная остановка (автобусное сообщение с городами Кинешма и Заволжск), фельдшерско-акушерский пункт, детский сад, средняя общеобразовательная школа, дом культуры «Родник», библиотека, музей, отделение Почты России, многофункциональный центр оказания государственных услуг «Мои документы», два продуктовых магазина, несколько многоквартирных домов.
День села — первая суббота июля.

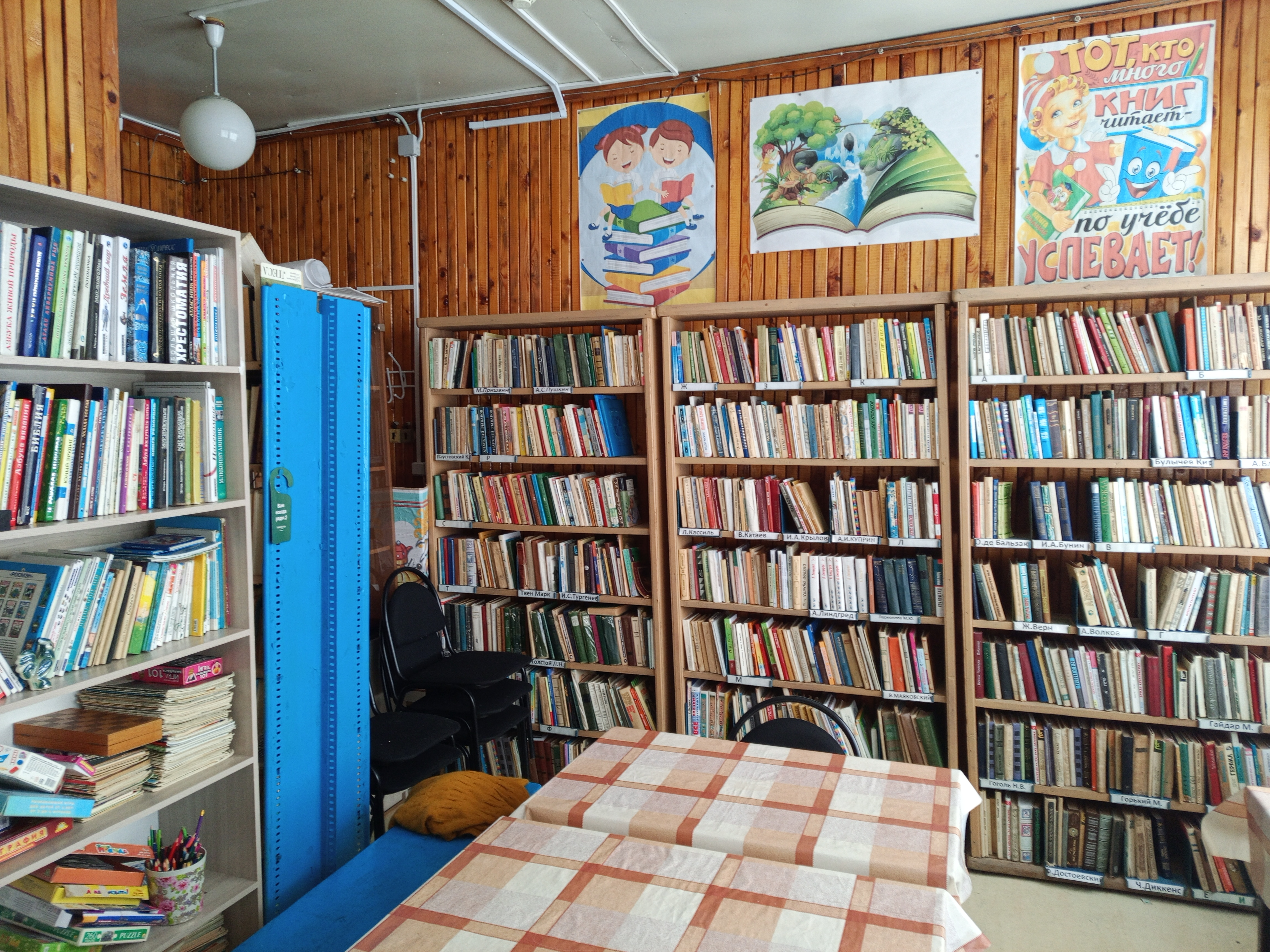
Библиотека
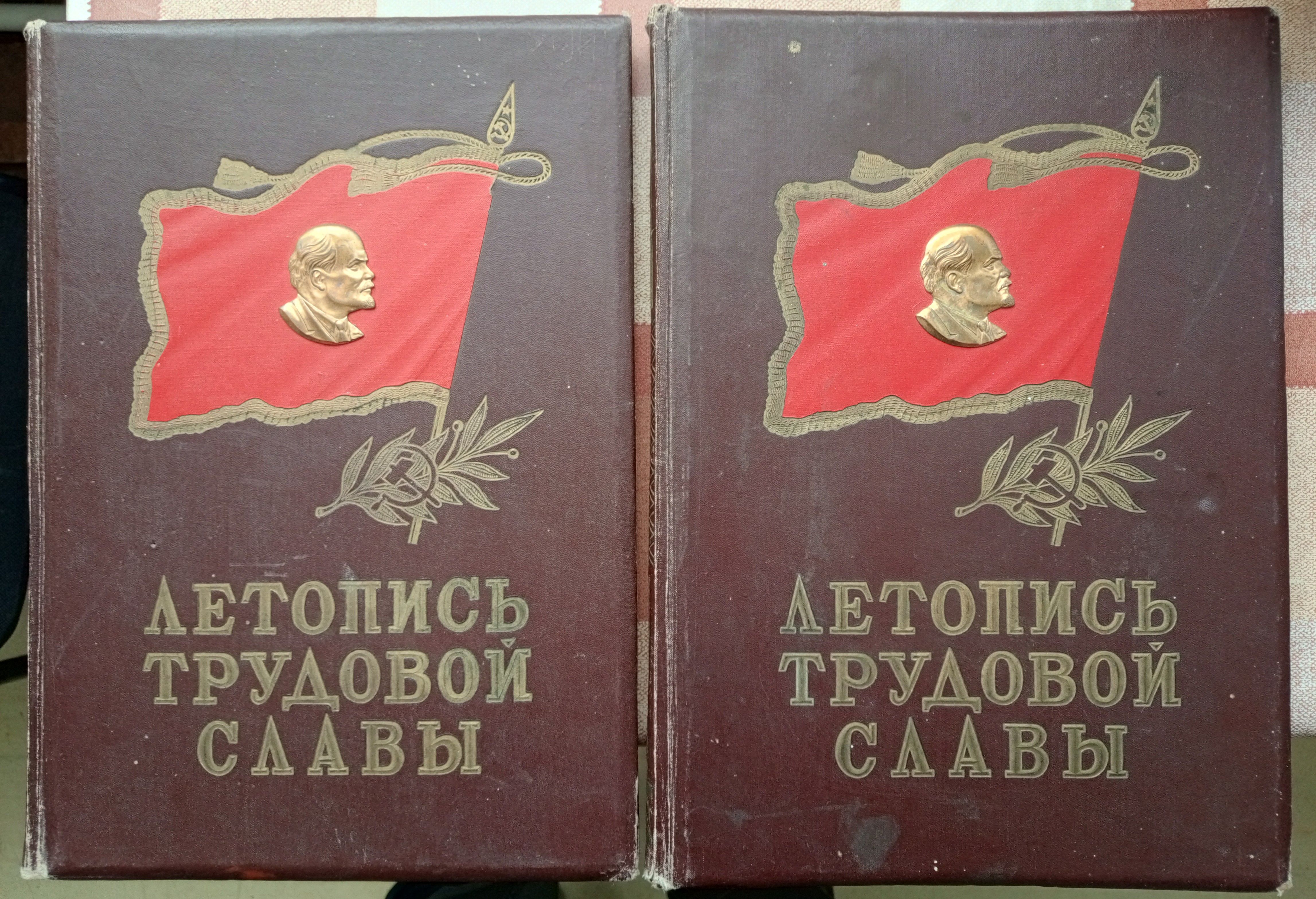
Летописи трудовой славы села
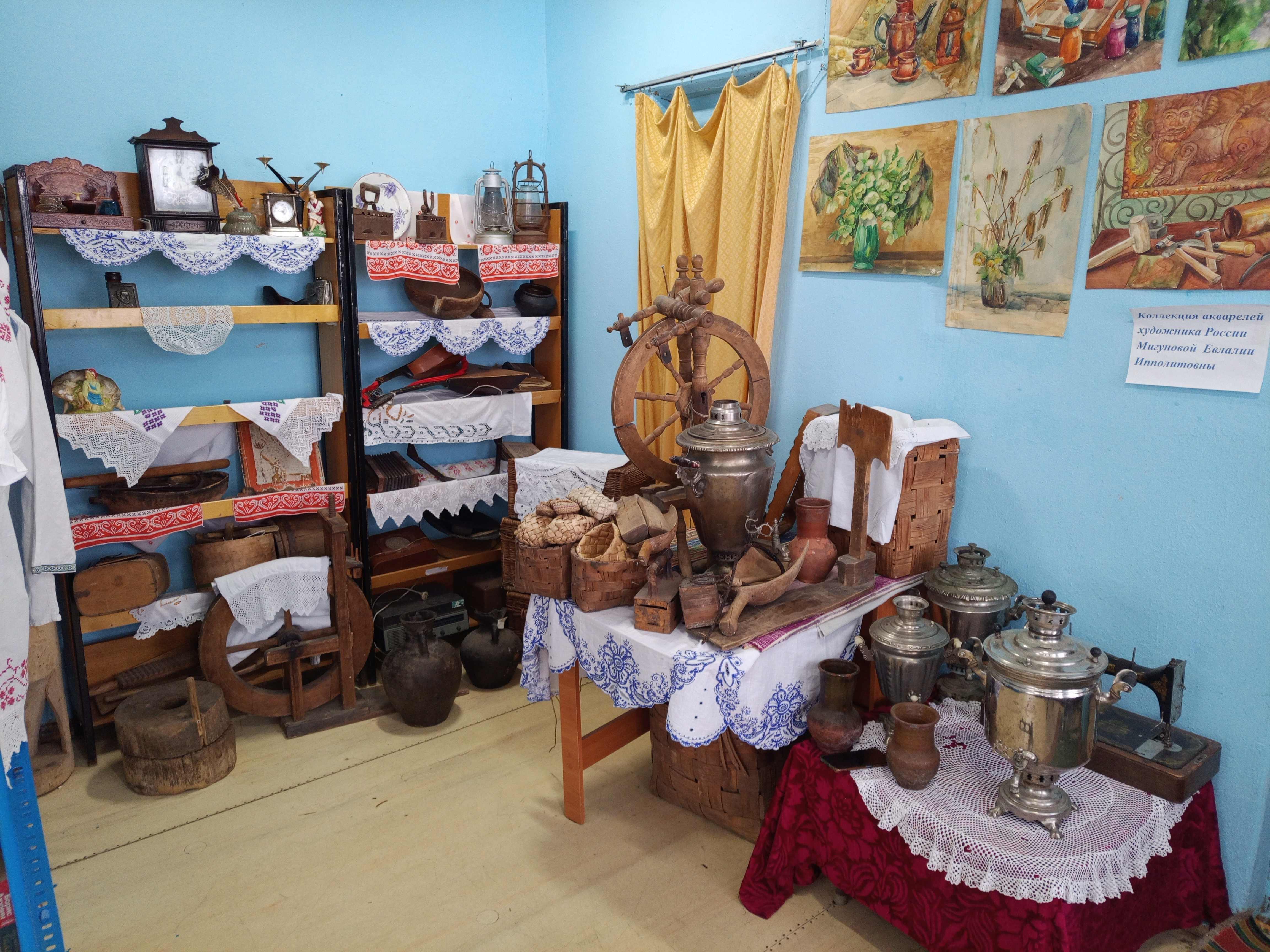
Музей сельского быта